# Сквер Семёнова-Тян-Шанского
Сквер Семёнова-Тян-Шанского — сквер в Василеостровском районе Санкт-Петербурга.

## Происхождение названия
В июле 2020 года предложение о присвоении имени Семёнова-Тян-Шанского безымянному скверу, расположенному у дома № 87 на Среднем проспекте Васильевского острова, в очередной раз было подано губернатору Санкт-Петербурга Всемирным клубом петербуржцев.
23 сентября 2020 года присвоение скверу имени Семёнова-Тян-Шанского было одобрено Топонимической комиссией Санкт-Петербурга.
9 декабря 2020 года сквер был назван в честь русского учёного, государственного и общественного деятеля Петра Петровича Семёнова-Тян-Шанского (1827—1914), проживавшего на Васильевском острове.